# (303775) 2005 QU182
(303775) 2005 QU182, também escrito como (303775) 2005 QU182, é um corpo menor que está localizado no disco disperso, uma região do Sistema Solar. Ele possui uma brilhante magnitude absoluta de 3,5 e tem um diâmetro com cerca de 416 km. O astrônomo Mike Brown lista este corpo celeste em sua página na internet como um candidato a possível planeta anão.

## Descoberta
(303775) 2005 QU182 foi descoberto no dia 30 de agosto de 2005 através do Observatório Palomar.

## Órbita
A órbita de (303775) 2005 QU182 tem uma excentricidade de 0,667 e possui um semieixo maior de 111 UA. O seu periélio leva o mesmo a uma distância de 36,859 UA em relação ao Sol e seu afélio a 184 UA.
Ele esteve no periélio em 1971, e está atualmente a 50,5 UA do Sol. Em abril de 2013, mudou-se para além das 50 UA do Sol.
Foi observado 81 vezes ao longo de 10 oposições em imagens a partir de 1974.

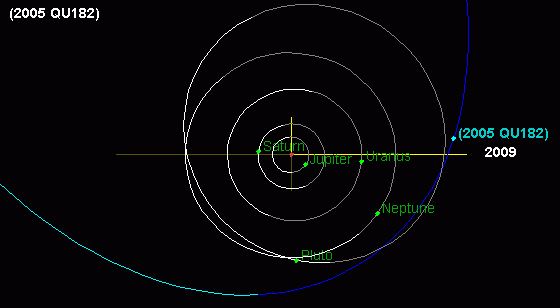
2005 QU_{182} leva mais de 1.200 anos para completar uma órbita em torno do Sol. Dos conhecidos que são provavelmente planetas anãos, só Sedna, e têm uma órbita tão longa ao redor do Sol.